# Baie de Gertner
La Baie de Gertner (en russe : Бухта Гертнера) est une baie du golfe du Taouï dans la Mer d'Okhotsk. Elle est située dans l'oblast de Magadan. Elle est bordée à l'est par la presqu'ile Staritski, au sud par l'île Kekourniy . Sur la côte occidentale de la baie se trouve la ville de Magadan, avec le quartier de Novaya Veselaya. Le nom de la baie a été donné en 1912 en l'honneur d'un membre d'une expédition hydrographique dans la région: Konstantin Nikolaevich Gertner. Avec la baie de Nagaïev, c'est l'une des deux baies qui borde Magadan.

## Géographie

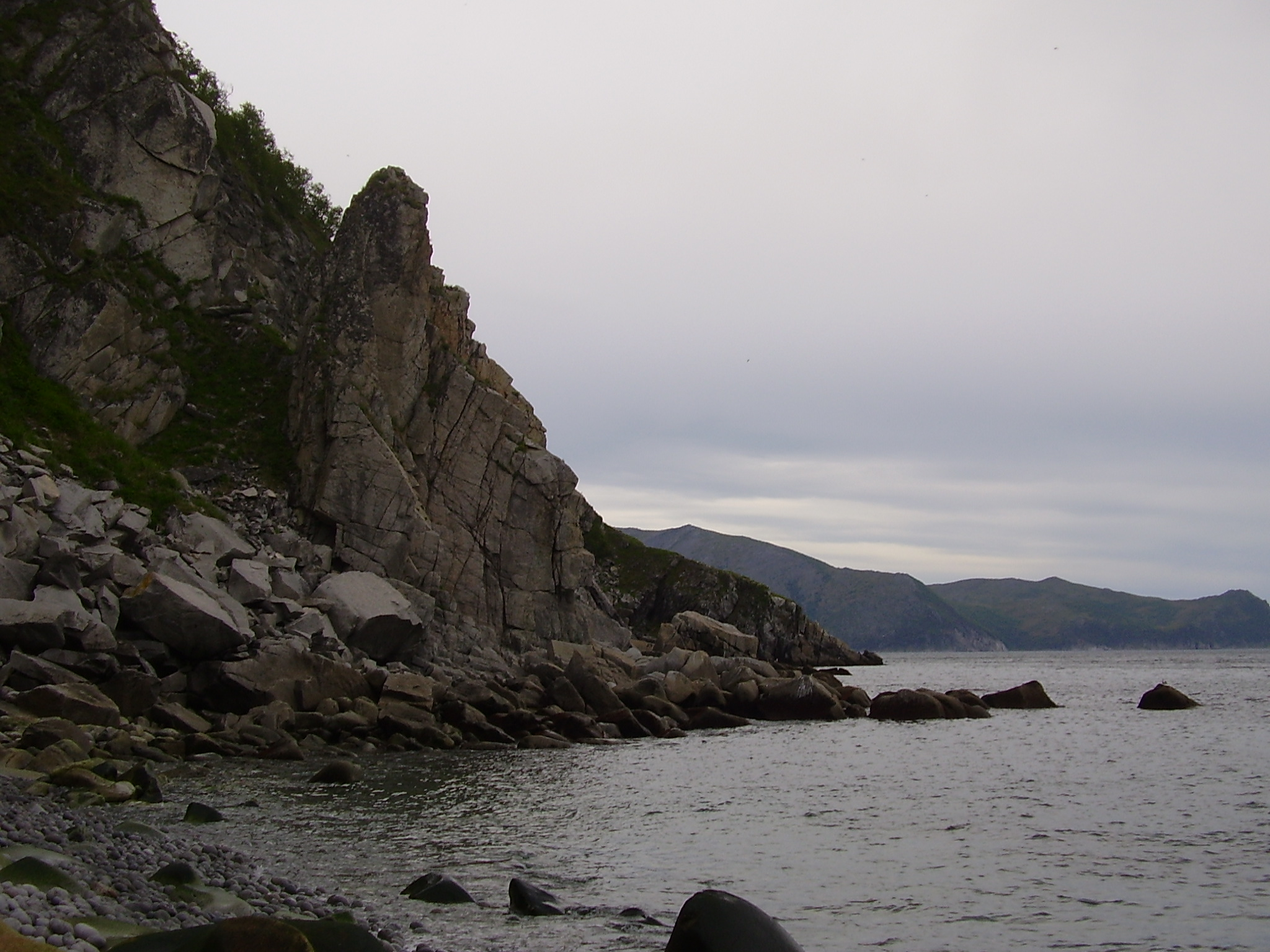
Côte nord de la baie de Gertner.

La baie se situe à l'est de Magadan, et se délimite au nord par des falaises se jetant dans la mer, et au sud par le Cap Krasni, faisant partie de la péninsule de Staritsky, et l'île Kekourniy qui n'est rien d'autre qu'un îlot rocheux. À l'est, on trouve l'embouchure de la rivière Magadanka et au nord-est de la Douktcha. La côte au niveau de Magadan est composée de plages étroites de sable et de galets.

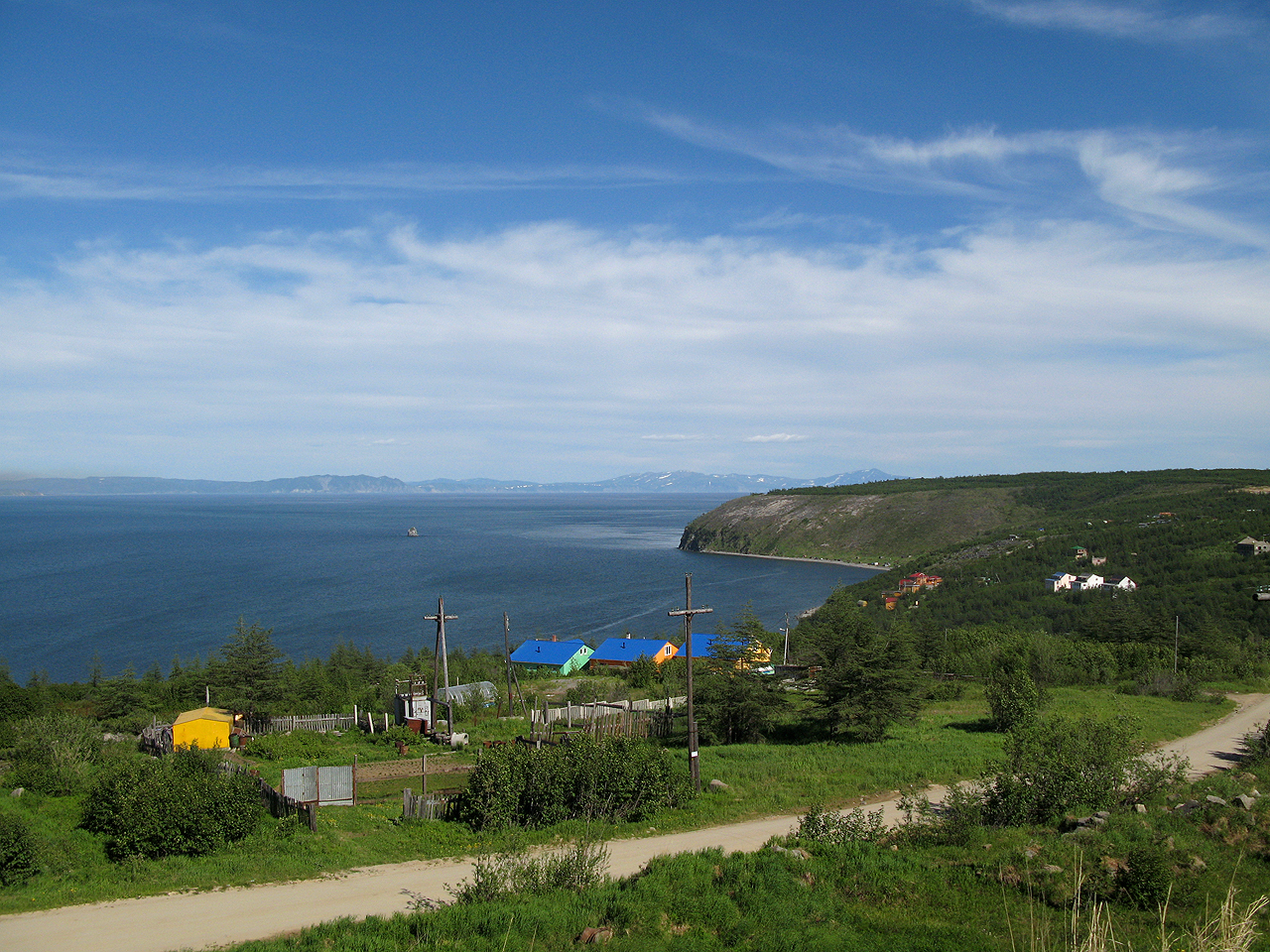
Vue de la baie depuis la côte sud-est, avec au centre l'îlot Kekourniy.

Chaque hiver, la baie gèle et il est possible de marcher sur la glace.

### Faune
La faune de la baie est essentiellement composée de poissons, parmi lesquels on retrouve le cabillaud, des espèces de crabe, et des éperlans. De nombreux goélands nichent sur les falaises de la côte et sur l'îlot qui délimite la baie au sud.